# Посёлок санатория имени Герцена
Посёлок санато́рия и́мени Ге́рцена (иногда неофициально посёлок Ге́рцено) — посёлок в Одинцовском городском округе Московской области России.

## География
Расположен в 6 км к северу-западу от города Кубинки.
Рядом расположен посёлок Новый Городок, на другом берегу Москвы-реки — село Васильевское Рузского района Московской области.

## История

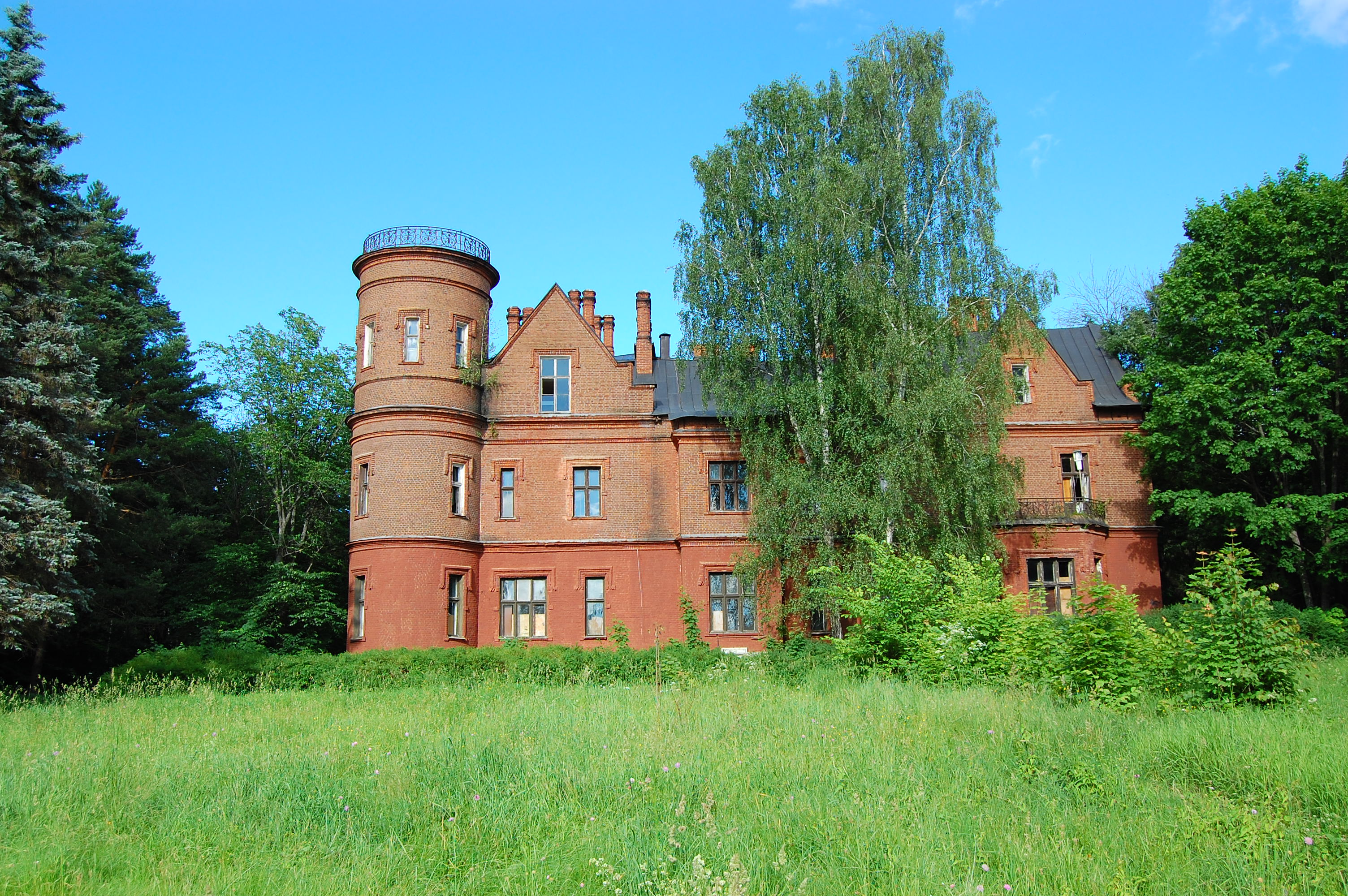
Замок в усадьбе

История посёлка тесно связана с селом Васильевским, которое ранее располагалось по обе стороны Москва-реки. В XX веке административная граница между Рузским и Одинцовским районами прошла по реке: само село с церковью осталось в Рузском районе, а его правобережная часть с усадьбой Щербатова и замком отошла к Одинцовскому району и стала именоваться посёлком санатория имени Герцена.
По переписи 1989 года в посёлке санатория имени Герцена было 985 хозяйств и 3288 жителей.

## Население
| 1989 | 2002  | 2006  | 2010  |
| ---- | ----- | ----- | ----- |
| 3288 | ↘3088 | ↘2990 | ↗3259 |

## Инфраструктура
В посёлке есть стадион. В окрестностях расположен Центр реабилитации Управления делами Президента РФ (быв. санаторий имени Герцена) и детский санаторий «Васильевское».
Через Москву-реку в село Васильевское перекинут подвесной пешеходный мост.

## Образование
- Детский сад
- Васильевская бюджетная общеобразовательная средняя школа